# Luigi Spezzotti
Luigi Spezzotti (Udine, 7 luglio 1876 – Udine, 28 aprile 1964) è stato un politico italiano.
Fu l'ultimo sindaco di Udine prima dell'epoca fascista tra il 1920 ed il 1923. Fu deputato per 1 legislatura tra il 1924 ed il 1929. Nel 1929 fu nominato senatore del Regno d'Italia.